# Wulf Aschoff
Wulf Hans Aschoff (* 23. April 1943 in Freiburg im Breisgau; † 20. Dezember 1999 ebenda) war ein deutscher Arzt und Kinderpsychiater. Er war von 1984 bis 1997 Leiter des Albert-Schweitzer-Therapeutikums, einer psychotherapeutischen Klinik für Kinder und Jugendliche in Holzminden. Als solcher soll er den Ermittlungen der Polizei und der Staatsanwaltschaft Hildesheim zufolge Kinder unter dem Deckmantel ärztlicher Untersuchungen über Jahre hinweg sexuell missbraucht haben.

## Herkunft und Ausbildung
Wulf Aschoff wurde als drittes Kind des Professors für Nachrichtentechnik Volker Aschoff (1907–1996) und seiner Frau Wiebke, geb. Jantzen (* 1914), in Freiburg geboren. Er entstammte einer Bielefelder Apothekerfamilie. Die Aschoff'sche Apotheke in Bielefeld wurde 1891 von August Oetker übernommen, der hier das Backpulver erfand. Sein Großvater war der Pathologe und Medizinhistoriker Ludwig Aschoff (1866–1942), der Entdecker des Rheumaknotens im Herzmuskel (Aschoff-Tawara-Knoten). Aschoff wuchs in Freiburg, Aachen und Oberhambach auf. Nach dem Abitur studierte er ab 1965 Medizin an der Westfälischen Wilhelms-Universität Münster, wo er die naturwissenschaftliche und ärztliche Vorprüfung ablegte. Zum ersten klinischen Semester wechselte Aschoff an die Ruprecht-Karls-Universität Heidelberg, Ende 1969 dann an die Albert-Ludwigs-Universität Freiburg. Dort wurde er als studentischer Vertreter in die Fakultätskonferenz und in den Großen Senat gewählt. 1972 legte Aschoff in Freiburg das Staatsexamen ab. Die Medizinalassistentenzeit absolvierte er an der Universitätskinderklinik Freiburg, dem Städtischen Krankenhaus St. Georgen und dem Urbankrankenhaus in Berlin. Nach der Approbation 1974 erhielt er bei Wilhelm Künzer an der Freiburger Universitätskinderklinik eine Assistentenstelle. Er wechselte im September 1977 als Oberarzt zum Kindersanatorium und Höhenklinik Klimsch Stiftung in Königsfeld im Schwarzwald, wo er seine Weiterbildung zum Pädiater abschloss. Anschließend ging Aschoff an die Kinder- und Jugendpsychiatrische Universitätsklinik nach Heidelberg, wo er für zwei Jahre im Stationsdienst und in der Ambulanz tätig war. Von Oktober 1980 bis September 1981 schloss er bei Manfred Müller-Küppers und Werner Janzarik an der Psychiatrischen Universitätsklinik Heidelberg seine Weiterbildung zum Kinder- und Jugendpsychiater ab. Im Dezember 1981 wurde er mit einer von Friedrich Ernst Struwe betreuten Arbeit über Spätfolgen nach Meningitis purulenta im frühen Kindesalter an der Universitätskinderklinik Freiburg zum Dr. med. promoviert.

## Wirken als Kinder- und Jugendpsychiater und Missbrauchsvorwürfe
Bereits während seiner Zeit als Oberarzt in der Abteilung für Kinder- und Jugendpsychiatrie der Universitätsklinik Heidelberg, an der Aschoff seine Habilitation anstrebte, wurde ihm vorgehalten, Patienten im Kindes- und Jugendalter nackt zu fotografieren. Bevor die Verdächtigungen aufgeklärt werden konnten, kündigte Aschoff selbst. Er wurde auf Empfehlung von Müller-Küppers Leiter eines Kinderdorfes in Naila in Oberfranken. Dort lernte er den Geschäftsführer des Albert-Schweitzer-Familienwerks, Heiner Theiss, kennen, der Aschoff als Leiter einer neugegründeten Klinik für Kinder- und Jugendpsychiatrie in Holzminden verpflichtete. So wurde Aschoff 1984 Leiter des Albert-Schweitzer-Therapeutikums „Lustiger Bach“ – einer psychotherapeutischen Klinik für Kinder und Jugendliche mit eigener Schule, Bewegungszentrum, Pferdestall, Sauna und Swimmingpool. Insgesamt wurden dort über 500 Kinder und Jugendliche stationär und rund 7000 ambulant behandelt. Nebenbei gründete Aschoff einen Arbeitskreis gegen sexuellen Missbrauch und betätigte sich als Gutachter für Beratungsstellen und Jugendgerichte. Bald nach seinem Antritt in Holzminden kamen Vorwürfe auf, dass er mit den Kindern nackt bade und sie vor dem Schlafengehen mit Öl einreibe. Zudem erfolgten bei den Kinderärzten in der Umgebung Meldungen besorgter Eltern, die berichteten, dass der Arzt an den Geschlechtsteilen der Kinder und Jugendlichen manipuliert und sie nackt fotografiert habe. Insbesondere pubertierende Jungen habe er nackt Liegestütze und Brücke machen lassen und mit einem Hämmerchen die Oberschenkel gerieben, um eine Erektion herbeizuführen. Schließlich habe er mit der Hand an den Genitalien der Pubertierenden manipuliert und sie dadurch zur Ejakulation gebracht. Das Geschehen dokumentierte Aschoff, wie bereits in Heidelberg, fotografisch – seinen Angaben zufolge aus medizinischen Gründen.
Nachdem ein Kinderarzt Kontakt zu Eltern hergestellt hatte, die sich über Aschoff beschwerten, bekam Aschoffs Fassade erste Risse. Eine Kommission für Angelegenheiten der psychiatrischen Krankenversorgung im Regierungsbezirk Hannover sammelte die Fälle und bat Aschoff um eine Stellungnahme, der jedoch nicht reagierte. Im Dezember 1996 schickte die Kommission Berichte an den Vorstand des Therapeutikums, an das Sozialministerium, an die Ärztekammer Niedersachsen, an die Bezirksregierung Hannover und an die zuständige Staatsanwaltschaft in Hildesheim. Es reagierte zunächst niemand. Vor der Ärztekammer, welche die Sache diskret erledigen wollte und Aschoff zu einem Gespräch lud, stritt dieser alles ab. Auch die Ermittlungen schienen ihn nicht zu stören. So gebe es Aschoff zufolge eben „verschiedene Therapieansätze.“ Die Staatsanwalt teilte Juli 1997 mit, dass es „nicht Aufgabe des Strafrechts [sei], wissenschaftlich möglicherweise umstrittene Methoden zu prüfen“. Sie stellte das Verfahren gegen Aschoff ein. Nachdem sich jedoch weitere Personen als Missbrauchsopfer gemeldet hatten, wurde Aschoff im Mai 1998 die Zulassung als Arzt entzogen. Wenige Tage später zog er zurück nach Freiburg – in die Villa seines Großvaters im Freiburger Stadtteil Herdern. Als bei der Staatsanwaltschaft weitere Vorwürfe gegen Aschoff eingingen, ließ diese seine Wohnung durchsuchen. Die Beamten stellten zahlreiche Nacktfotos von Kindern und Jugendlichen, Videofilme und eindeutige Tagebuchaufzeichnungen sicher. Im Juli 1999 wurde gegen Aschoff Anklage erhoben. Am 22. Dezember 1999 sollte in Hildesheim der Prozess beginnen. Am 20. Dezember, kurz vor Prozessbeginn, nahm er sich in seinem Haus in Herdern das Leben.

## Schriften (Auswahl)
- Spätfolgen nach Meningitis purulenta im frühen Kindesalter. (Freiburg (Breisgau), Univ., Diss., 1981).
- Gedankenlosigkeit bei der körperlichen Untersuchung von Kindern und Jugendlichen, in: pädiat.prax. 24 (1980/81), S. 183–186.
- als Herausgeber: Pubertät. Erregungen um ein Lebensalter. Vandenhoeck & Ruprecht, Göttingen 1996, ISBN 3-525-01433-3.